# Norsko na Zimních olympijských hrách 2014
Norská reprezentace bude soutěžit na ZOH 2014 v Ruském Soči, od 7. do 23. února 2014.

## Medailisté
| Medaile | Jméno                                                                              | Sport              | Disciplína                     | Datum     |
| ------- | ---------------------------------------------------------------------------------- | ------------------ | ------------------------------ | --------- |
| Zlato   | Marit Bjørgenová                                                                   | Běh na lyžích      | Ženy skiatlon                  | 8. února  |
| Zlato   | Ole Einar Bjørndalen                                                               | Biatlon            | Muži sprint                    | 8. února  |
| Zlato   | Ola Vigen Hattestad                                                                | Běh na lyžích      | Muži sprint                    | 11. února |
| Zlato   | Maiken Caspersenová Fallaová                                                       | Běh na lyžích      | Ženy sprint                    | 11. února |
| Zlato   | Kjetil Jansrud                                                                     | Alpské lyžování    | Muži super G                   | 16. února |
| Zlato   | Emil Hegle Svendsen                                                                | Biatlon            | Muži hromadný start            | 18. února |
| Zlato   | Jørgen Graabak                                                                     | Severská kombinace | Muži (velký můstek + 10 km)    | 18. února |
| Zlato   | Tora Bergerová Tiril Eckhoffová Ole Einar Bjørndalen Emil Hegle Svendsen           | Biatlon            | Smíšená štafeta                | 18. února |
| Zlato   | Ingvild Flugstad Østberg Marit Bjørgenová                                          | Běh na lyžích      | Ženy sprint dvojic             | 19. února |
| Zlato   | Jørgen Graabak Magnus Krog Håvard Klemetsen Magnus Moan                            | Severská kombinace | Muži (družstvo)                | 20. února |
| Zlato   | Marit Bjørgenová                                                                   | Běh na lyžích      | Ženy 30 km                     | 22. února |
| Stříbro | Ståle Sandbech                                                                     | Snowboarding       | Muži slopestyle                | 8. února  |
| Stříbro | Ingvild Flugstad Östbergová                                                        | Běh na lyžích      | Ženy sprint                    | 11. února |
| Stříbro | Tora Bergerová                                                                     | Biatlon            | Ženy – stíhací závod           | 11. února |
| Stříbro | Magnus Moan                                                                        | Severská kombinace | Muži (velký můstek + 10 km)    | 18. února |
| Stříbro | Therese Johaugová                                                                  | Běh na lyžích      | Ženy 30 km                     | 22. února |
| Bronz   | Heidi Wengová                                                                      | Běh na lyžích      | Ženy skiatlon                  | 8. února  |
| Bronz   | Kjetil Jansrud                                                                     | Alpské lyžování    | Muži sjezd                     | 9. února  |
| Bronz   | Martin Johnsrud Sundby                                                             | Běh na lyžích      | Muži skiathlon                 | 9. února  |
| Bronz   | Anders Bardal                                                                      | Skoky na lyžích    | Muži střední můstek            | 9. února  |
| Bronz   | Magnus Krog                                                                        | Severská kombinace | Muži střední můstek + 10 km    | 12. února |
| Bronz   | Therese Johaugová                                                                  | Běh na lyžích      | Ženy 10 km klasicky            | 13. února |
| Bronz   | Tiril Eckhoffová                                                                   | Biatlon            | Ženy závod s hromadným startem | 17. února |
| Bronz   | Fanny Hornová Birkelandová Tiril Eckhoffová Ann Kristin Flatlandová Tora Bergerová | Biatlon            | Ženy štafeta 4 x 6 km          | 21. února |
| Bronz   | Kristin Størmer Steiraová                                                          | Běh na lyžích      | Ženy 30 km                     | 22. února |
| Bronz   | Henrik Kristoffersen                                                               | Alpské lyžování    | Muži slalom                    | 22. února |